# Kleine Paspolder
De Kleine Paspolder of Waesberghepolder is een polder ten noorden van Sluis, behorende tot de Sluisse- en Zwinpolders.
Het betreft een schoreiland in het Zwin. In 1764 waren er plannen om dit in te dijken om meer water in het verlamde Canaal te brengen, ofwel een poging om de steeds verdergaande verzanding van het Zwin tegen te gaan. Dit plan ging niet door. Aan de zijde der Zuidelijke Nederlanden werd echter -in 1787- nog een bedijking uitgevoerd onder de naam Lippenspolder, vernoemd naar het reeds toen met bedijkingen actieve Huis Lippens. In 1820 overstroomde de Lippenspolder weer en tegenwoordig maakt ze onderdeel uit van de Willem-Leopoldpolder.
Pas in 1795 werd het uit 1764 daterende plan grotendeels ten uitvoer gebracht en ontstond de Waesberghepolder. Een smalle strook aan de zijde van de rijksgrens bleef onbedijkt. Tegenwoordig is de 71 ha grote polder bekend als Kleine Paspolder, vernoemd naar 't Pas ofwel het Paswater, de haventoegang naar Sluis.
De polder is geheel omgeven door een ringdijk: de Weg om den Paspolder. Het betrof immers aanvankelijk een eilandpolder.